# Пъстро попче
Пъстро попче или Шабленско попче (Benthophiloides brauneri) е вид бодлоперка от семейство Попчеви (Gobiidae).

## Разпространение
Видът е разпространен в Азербайджан, България, Румъния и Украйна.

## Описание
На дължина достигат до 5,1 cm.
Продължителността им на живот е около 1 година.